# Tyrifjorden
Tyrifjorden è il quinto lago norvegese per estensione. Ha una superficie di 137 km2, si trova ad un'altitudine di 63 m s.l.m. e la sua massima profondità è pari a 295 metri.
È alimentato dal fiume Begna che a Hønefoss, entrando nel bacino, forma una cascata.

## Isole
- Utøya
- Storøya
- Frognøya